# Експлоатација људи
Експлоатација људи је искоришћавање људског рада, знања, вештина, снаге, али и самог људског тела, од стране неке треће особе, групе или институције а са циљем остваривања добити треће стране. О експлоатацији људи се углавном говори у негативном контексту и тада се подразумева да експлоатација људи истовремено подразумева штету на рачун онога ко је експлоатисан.

## Контексти у оквиру којих се говори о експлоатацији људи:
- Социјализам
- Радници на лизинг
- Трговина људима

## Врсте експлоатације људи

### Радна експлоатација
Радна експлоатација односно присилни рад се у Конвенцији Међународне организације рада дефинише као „Сваки рад или услуга која се од неке особе захтева под претњом било какве казне и за шта се особа није понудила добровољно.”

#### Врсте радне експлоатације:[4]
- Експлоатација у пољопривредном сектору
- Експлоатација у индустријском сектору
- Експлоатација у услужном сектору
- Експлоатација у домаћинству
- Комбинована експлоатација

### Сексуална експлоатација
Према дефиницији Уједињених нација Сексуална експлоатација се дефинише као: „Било која стварна или покушана злоупотреба положаја рањивости, диференцијалне моћи или поверења, за сексуалне сврхе, укључујући, али не ограничавајући се на монетарно, друштвено или политичко профитирање од сексуалне експлоатације другог.” Сексуално експлоатисани могу бити и жене и мушкарци и деца.

#### Разлике између сексуалне експлоатације и проституције:[6]
- У случају проституције особа слободно располаже својим телом и својом зарадом, код сексуалне експлоатације је увек реч о ропском односу
- Особа која се бави проституцијом има слободу кретања, док жртва сексуалне експлоатације нема право кретања
- Особа која се бави проституцијом може слободно да одлучи о томе да ли ће се бавити проституцијом и под којим условима, особа која се сексуално експлоатише нема слободу одлучивања

### Принуда напросјачење
На овај начин су најчешће експлоатисана деца. Принуда на просјачење може да обухвата продају мањих предмета као што су цвеће, крпе за чишћење, ситни предмети и слично, при чему цена по којој се ти предмети продају, не одговарају њиховој правој цени.

### Принуда на вршењекривичних дела
Најчешће подразумева искоришћавање у смислу принуде на:
- Крађу предмета од веће вредности, накита, новца, одређених производа
- Обијање аутомобила, продавница[7]

### Лажно усвајање
Лажно, односно илегално усвајање је вид експлоатације који се односи на искоришћавање деце. Илегално усвајање се манифестује као „неправо'' и „право'' експлоатисање.
,,Неправо” експлоатисање илегално усвојеног детета значи да је дете усвојено на незаконит начин и да живи код усвојитеља, али да нису присутни додатни облици експлоатације. Ово се ипак сматра експлоатацијом због начина на који је жртва доведена у дати положај.
,,Право” експлоатисање илегално усвојеног детета значи да поред тога што је дете усвојено на незаконит начин, оно је изложено и другим облицима експлоатације као што су сексуално, радно, приморавање на просјачење или вршење кривичних дела.

### Принудан брак
Принудан брак подразумева искоришћавање особе у сврху склапања брака са другом особом, без сагласности једне или обе стране. Према подацима УНИТАС-а на овај начин су најчешће експлоатисане младе девојке и девојчице, врло ретко дечаци.

### Трговина органима
Подразумева да се особи одузимају органи или делови тела ради задовољења личних здравствених потреба друге особе, ради стицања материјалне добити оне особе од које је орган узет (уколико је добровољно), али и других лица (ако је орган без пристанка особе од које се узима, када говоримо о експлоатацији), као и одузимање органа или делова тела у научно-истраживачке сврхе, ван званичних, легалних токова. Особа којој се органи одузимају могу бити живе или не.